# Anna Krause (Politikerin)
Anna Krause (* 26. Juli 1903 in Schwarzwasser, Mährisch-Schlesien; † nach 1963) war eine deutsche Landarbeiterin und Parteifunktionärin (SED). Sie war von 1950 bis 1954 Abgeordnete der Volkskammer der DDR und von 1954 bis 1963 Kandidatin des ZK der SED.

## Leben
Anna Krause wurde als Tochter einer Arbeiterfamilie in Schwarzwasser im Landkreis Freiwaldau geboren. Sie besuchte die Volksschule und war von 1917 bis 1932 Landarbeiterin. Nach dem Zweiten Weltkrieg lebte sie in der Sowjetischen Besatzungszone im Kreis Riesa und arbeitete als Landarbeiterin im Volksgut (VEG) Tiefenau. Sie wurde Mitglied der Sozialistischen Einheitspartei Deutschlands (SED). Von 1950 bis 1954 gehörte sie als Mitglied der SED-Fraktion der Volkskammer an. Als erste „Verdiente Aktivistin der sächsischen Landwirtschaft“ wurde sie 1952 Wirtschaftsleiterin im VEG Tiefenau. Auf dem IV. Parteitag der SED im April 1954 wurde sie als Kandidatin in das ZK der SED gewählt und behielt diese Funktion bis zum VI. Parteitag im Januar 1963.  
Ab 1954 arbeitete sie als Leiterin der Politabteilung der Maschinen-Traktoren-Station (MTS) Wülknitz und ab 1956 als Fraueninstrukteurin der MTS. Ab 1963 arbeitete sie als hauptamtliche SED-Parteisekretärin der  Landwirtschaftlichen Produktionsgenossenschaft (LPG) Wülknitz.

## Auszeichnungen
- 1949 Ehrentitel „Aktivistin“
- 1951 Ehrentitel „Verdiente Aktivistin“
- 1956 Vaterländischer Verdienstorden in Bronze